# De troubabroers
De troubabroers is een zesdelige Nederlandse televisieserie uit 2004, geregisseerd door Pieter Kramer. Elke aflevering nemen de twee middeleeuwse broers Rombout van Achteren (Arjan Ederveen) en Reebout van Vooren (Alex Klaasen) een gast mee in hun door een roze My Little Pony voortgetrokken woonwagen.
De serie werd door de Volkskrant niet positief ontvangen.

## Afleveringen
Aflevering 1. Xander de Buisonjé - Wilde Haren
Aflevering 2. Boudewijn de Groot - Protestzang
Aflevering 3. Willeke Alberti - Manische Positiviteit
Aflevering 4. Albert Verlinde - Roddelen
Aflevering 5. Antonie Kamerling - Luchtkastelen
Aflevering 6. Twarres - De Dood